# T189/190次列车
T189/190次列车曾经先后为往返与济南和乌鲁木齐间的特快列车，以及往返南宁与北京间的特快列车。目前没有列车使用这一组车次。

## 济乌特快（2000.10.21-2004.4.18）
T189/190的车次最早运用于济南－乌鲁木齐的列车。2000年随着中国铁路实施第三次大面积提速，重新分类和调整了列车的等级和车次，原济南－乌鲁木齐的189/190次直快列车提高运行等级为特快列车，车次改为T189/190次，并注册“金桥号”商标，成为中国铁道部命名的43对品牌列车之一，其经由京沪铁路、陇海铁路及兰新铁路运行，跨越山东、江苏、河南、陕西、甘肃、新疆六省区，沿途停靠泰山、兖州、徐州、郑州、西安、兰州、嘉峪关、哈密、吐鲁番等19个车站，单程3745公里，运行49小时19分，列车使用25K型客车，采用了准高速转向架、整体式制动盘、电子防滑器、进口机组及全数字显示集中轴报仪等多项新技术，最高运行时速达160公里，安全性、稳定性和舒适性都是当时国内最好水平。2004年4月18日，按照铁道部编制的中国铁路第五次大面积提速需要，济南－乌鲁木齐的T189/190次列车变更为普快列车，车次改用1085/1086次，实行济南、连云港东两个方向隔日开行，原车次得以留空。
之后，随着乌鲁木齐-连云港东之间的1352/1353、1354/1351次列车每日开行，1088/1085、1086/1087次列车不再向连云港隔日开行。
2011年8月16日，1085/1086次列车开始使用新型的25G型客车，取代原先的绿皮车。
2014年7月1日，1085/1086次升级为快速列车，车次为K185/186次（这对车次曾用于北京西-衡阳列车）。
2014年12月9日，K185/186次列车更换新型的中国铁路25T型客车，提升车次等级为直达特快列车，使用临时车次Z4005/4006次。为2014年底兰新第二双线开通，Z4005/4006次列车改经由兰新第二双线，改车次Z105/106次并图定做好准备。
2014年12月25日起，Z4005/4006次列车改经由兰新第二双线，改车次Z105/106次并图定。由于Z105/106次列车使用的是新型的中国铁路25T型客车，牵引机车为新型的HXD1D型电力机车和HXD3D型电力机车，最高速度均为160km/h；列车行驶在兰新第二双线上，速度得以充分发挥。综上两点，Z105/106次列车较调整运行图之前大幅提速，由原来的单向2天2夜（K185次朝发朝至，K186次夕发夕至）缩减至单向1天2夜，并减1组车底（由5组中国铁路25G型客车变为4组中国铁路25T型客车）。
自2016年8月1日始发站起，济南～乌鲁木齐南Z105/Z106次旅客列车由乌鲁木齐南站调整至乌鲁木齐站始发终到，并增加乌鲁木齐南站办理客运业务。

## 南宁进京特快（2009.1.11-2013.12.27）
T189/190次列车是中国铁路运行于首都北京至广西首府南宁之间的一对特快旅客列车，自2009年1月11日起开行，现由南宁铁路局南宁客运段北京二队负责客运任务，是南宁始发的第二对进京列车。列车使用25K型客车，沿京广铁路和湘桂铁路运行，跨越广西、湖南、湖北、河南、河北、北京等6省市，全程2566公里。其中北京西站至南宁站运行28小时39分，使用车次为T189次；南宁站至北京西站运行28小时12分，使用车次为T190次。列车自开行以来，乘务员在列车上开展青年志愿者服务活动，拓宽服务范围，提升服务水平，得到旅客的广泛认可。

### 历史

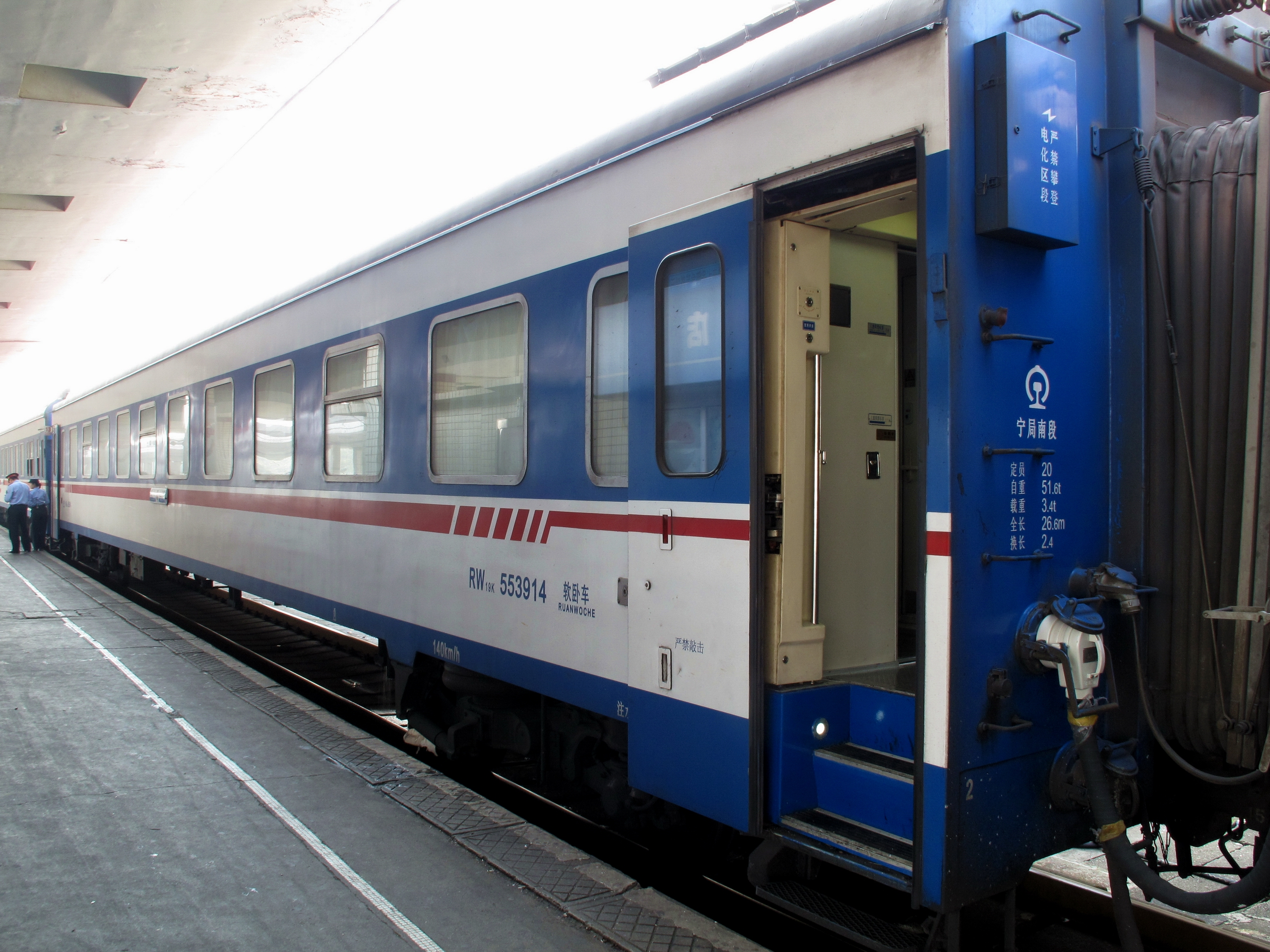
T189次特快列车编组中的RW19K型客车，于长沙站 (2010年)

2004年后，随着广西经济的发展，中国－东盟博览会长期落户南宁，环北部湾经济圈的崛起等，往来于当地旅客流量也不断增加，年均增幅达到了15%左右，而多年来，南宁至北京间仅有一对T5/6次列车，平均上座率达到109%，已无法满足旅客的出行需求。2009年1月，黔桂铁路实现电气化，列车运行速度得到较大幅度提高，为增开列车创造了条件。同年1月11日，经铁道部批准，南宁铁路局正式新增开行南宁－北京西特快旅客列车一对，车次使用T189/190次，成为南宁铁路局历年春运增加档次最高的旅客列车，以卧铺为主，设有高级包厢，仅挂有少量硬座。
2013年12月底，衡柳铁路正式宣告开通。南宁铁路局大规模调整运行图，原T189/190次列车永州至南宁段改经由益湛线、黎湛线运行，列车在运行中需调换车次，而此时与本车相邻的车次号均已被使用。为避免重号，南宁铁路局决定将T189/190次列车变更车次为T287/290、T288/289次列车，T189/190次得以留空。 调整车次后，T287/290、T288/289次列车与原T189/190次列车相比，北京-衡阳段无较大变化，使用车底亦无较大变化。